# İsmet İnönü
Mustafa İsmet İnönü (1884. szeptember 24. – 1973. december 25.) török katona, államférfi és Törökország második elnöke.

## Élete és munkássága
1884-ben született İzmirben. Édesapja, Hacı Reşid Bey oszmán bürokrata volt, édesanyja Cevriye Hanım, az 1877-78-as orosz-török háború elől Bulgáriából Törökországba menekült török szülők lánya. Az édesapa munkája miatt a család egyik városból a másikba költözött, emiatt İnönü Sivasban végezte elemi tanulmányait.
İnönü 1903-ban végzett a Katonai Akadémián, első katonai megbízását az oszmán hadseregben kapta. Nem sokkal később csatlakozott az Egység és Haladás bizottsághoz. Első nagyobb katonai sikereit két, az Oszmán Birodalom ellen vezetett felkelés leverése jelentette, az egyik Ruméliában, a másik Jemenben; az utóbbi felkelés vezére Yahya Muhammad Hamid ed-Din volt. Később, a Balkán-háború idején a bolgár határon teljesített szolgálatot. Az első világháború idején a keleti fronton harcolt Szíriában, aztán a nyugati front parancsnokává nevezték ki. A kaukázusi kiküldetése idején Atatürkkel dolgozott együtt. Az I. világháború után csatlakozott a török nacionalista mozgalomhoz. Miután Ali Fuat Cebesoynak nem sikerült egységbe rendeznie a helyi török felkelőket, İnönü a nyugati hadsereg parancsnoka lett és ebben a pozícióban maradt a függetlenségi háború ideje alatt is. Az İnönüi csata után, amikor is megvédte Közép-Anatóliát az előrenyomuló görög seregek ellen, dandártábornokká léptették elő. Később, amikor Atatürk bevezette a kötelező vezetéknév használatát, İsmet pasa felvette az İnönü nevet. A függetlenségi háború idején a török országgyűlés tagja is volt.
Karrierjében fordulópont következett be, amikor megválasztották a török delegáció vezetőjévé a Lausanne-i tárgyalásokban. İnönü több ciklust is szolgált miniszterelnökként, fenntartva az Atatürk által kiépített rendszert. Több krízishelyzetet is megfelelő nyugalommal és hozzáértéssel kezelt (például a Said sejk által szervezett lázadást, vagy az Atatürk ellen szervezett gyilkossági kísérletet). Sikerült talpra állítania a gazdaságot az 1929-es gazdasági válság után a Szovjetunió segítségével.

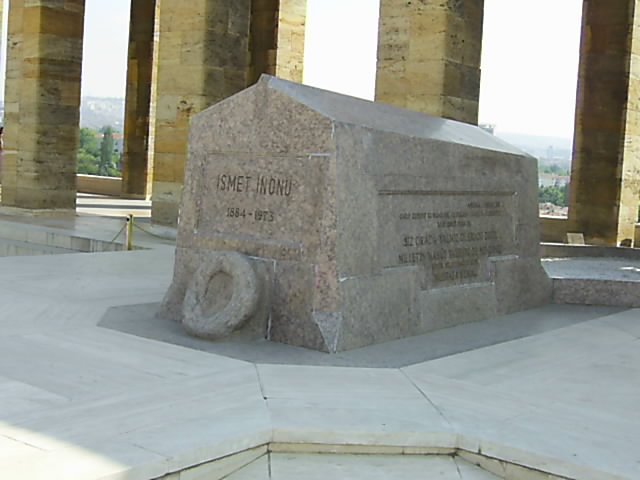
İnönü sírja

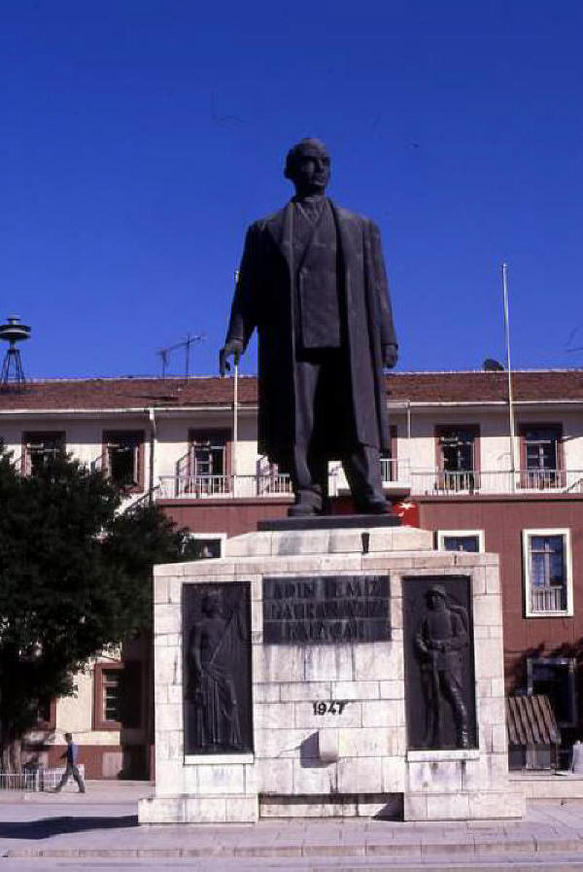
İsmet İnönü szobra

Atatürk halála után İnönüt megválasztották a Török Köztársaság második elnökévé. Legnagyobb érdeme, hogy sikerült elérnie Törökország semlegességét a második világháborúban. 1950-ben İnönü pártja elveszítette a választásokat a Demokratikus párt ellen. 10 évig az ellenzék vezetője volt, majd az 1960-as puccs után visszatért pozíciójába.
İnönü kora egyik igen magas műveltségű politikusa volt, beszélt arabul, németül, franciául és angolul.
İnönü 1973-ban halt meg. Ankarában, Anıtkabirban helyezték végső nyugalomra, szemben Atatürk mauzóleumával. Nevét ma többek között az isztambuli Beşiktaş İnönü Stadion viseli.
Fia, Erdal İnönü a Szociáldemokrata Párt egykori elnöke, egykori miniszterelnök-helyettes, valamint a Szociáldemokrata Néppárt tiszteletbeli elnöke.

## Fordítás
- Ez a szócikk részben vagy egészben  a(z)   İsmet İnönü című angol Wikipédia-szócikk ezen változatának fordításán alapul.  Az eredeti cikk szerkesztőit annak laptörténete sorolja fel. Ez a jelzés csupán a megfogalmazás eredetét és a szerzői jogokat jelzi, nem szolgál a cikkben szereplő információk forrásmegjelöléseként.